# 石中英 (1967年)
石中英（1967年2月—），男，汉族，安徽寿县人，中共党员，享受国务院特殊津贴专家，中国教育学家，清华大学教授。

## 生平
1991年毕业于安徽师范大学教育系，1994年于北京师范大学获硕士学位，1997年获北京师范大学博士学位。1997年博士毕业后留北京师范大学工作，历任北京师范大学教育系教授，教育学系主任，教育学院副院长，北京师范大学研究生院副院长，北京师范大学教育学部部长等职。2018年调至清华大学，曾任清华大学教育研究院教授、常务副院长、院长。2025年4月，任清华大学教育学院首任院长。

## 学术贡献
主要从事教育基本理论与教育哲学、基础教育、教育改革、高等教育哲学等研究工作。主持教育部重大课题攻关项目等课题多项，发表学术论文200多篇。先后入选教育部“新世纪优秀人才支持计划”、教育部“长江学者奖励计划”、“新世纪百千万人才工程”国家级人选、中宣部“四个一批”理论人才、国家“万人计划”哲学社会科学领军人才等人才项目。

## 社会兼职
国务院学位委员会第七届学科评议组（教育学）成员，中国教育学会副会长，中国教育学会教育哲学研究分会理事长，中国高等教育学会大学文化研究分会副理事长，全国教育专业学位研究生教育指导委员会副主任，《教育学报》主编。

## 著作
- 《教育学的文化性格》（1999年，山西教育出版社）
- 《知识转型与教育改革》（2001年，教育科学出版社）
- 《教育哲学导论》（2002年，北京师范大学出版社）
- 《教育的哲学基础》（第一译者）（2006年，轻工业出版社）
- 《教育哲学的责任与追求》（2007年，安徽教育出版社）
- 《教育哲学》（2008年，北京师范大学出版社）
- 《公共教育学》（主编）（2008年，北京师范大学出版社）
- 《学无止境：构建学习型社会研究》（第二主编）（2010年，北京师范大学出版社）
- 《<国家中长期教育改革与发展规划纲要>解读》（第二主编）（2010年，北京师范大学出版社）
- 《诸子选读》（主编）（2011年，江苏教育出版社）
- 《黄济教育思想论要》（第一主编）（2016年，福建教育出版社）
- 《穿越教育概念的丛林》（2019年，教育科学出版社）
- 《新中国教育学家肖像》（第一主编）（2019年，教育科学出版社）
- 《改革开放四十周年教育学科新进展.教育哲学卷》（主编）（2019年，高等教育出版社）
- 《杜威教育哲学思想研究》（2020年，广东教育出版社）
- 《黄济教育思想研究》（2021年，北京师范大学出版社）
- 《新中国教育学家肖像》（主编，第二版）（2023年，教育科学出版社）

## 奖励与荣誉
- 1999年，获全国百篇优秀博士学位论文奖[4]
- 2002年，获霍英东教育基金会青年教师奖三等奖[5]
- 2002年，获北京市第七届哲学社会科学优秀成果一等奖[5]
- 2004年，获北京市第八届哲学社会科学优秀成果一等奖[5]
- 2006年，获第三届全国教育科学研究优秀成果一等奖（独立）[6]
- 2009年，获第五届高等学校科学研究优秀成果奖（人文社会科学）二等奖[7]
- 2011年，获第四届全国教育科学研究优秀成果二等奖（独立）[8]
- 2012年，获第六届吴玉章人文社会科学青年奖[9]
- 2013年，获北京市第六届教育科学研究优秀成果一等奖（第二完成人）
- 2016年，获第五届全国教育科学研究优秀成果二等奖（独立）[10]
- 2007年，获北京市高等教育教学成果特等奖（第二完成人）
- 2018年，获高等教育国家级教学成果一等奖（第二完成人）[11]
- 2021年，获首届全国优秀教材（高等教育）二等奖
- 2024年，获第九届高等学校科学研究优秀成果奖（人文社会科学）一等奖[12]